# 청의 엑소시스트
《청의 엑소시스트》(일본어: 青の祓魔師 아오노 에쿠소시스토[*])는 카토 카즈에 원작의 일본의 만화이다. 집영사 《점프 스퀘어》 2009년 5월호부터 연재가 시작되었다. 공식 약칭은 아오에크(青エク)이며, 2011년 4월부터 텔레비전 애니메이션으로 방영되고 있다.

## 개요
《점프 스퀘어》 2008년 (9월호에 게재된 단편 《미야마우구이스 저택 사건》(深山鶯邸事件)을 원안으로 한 다크 판타지물로, X 미야마우구이스 저택 사건은 청의 엑소시스트를 기반으로 한 단편 만화이다. 단편이 기반이 된 게 아니다.) 학원 만화의 성격도 갖추고 있다. 연재가 시작되었을 무렵에는 3개월 연속 페이지 증설과 함께 채색 표지를 담당하였다. 2011년에 일본 기준으로 단행본 누적 판매부수가 180만부를 돌파하였다.
2010년 11월에 공식 웹 사이트에서, 텔레비전 애니메이션화가 발표되었다.

## 줄거리
수도원 신부의 이란성 쌍둥이 아들이자 중학교를 졸업한 이후 번번한 일자리를 얻지 못해 사회적으로 방랑하게 된 신세나 다름없어 보였던 15세 소년 오쿠무라 린.
이러던 중에 공원에서 시라토리 일행이 비둘기를 죽였던 것을 보고 불의를 참지 못하여 결국엔 그와 시비까지 붙게 되어 사고를 일으킨 문제아이기도 했다.
이런 린과는 달리 쌍둥이 동생인 오쿠무라 유키오는 명문인 정십자학원에 입학하게 된다.
그런 와중에 린은 요정 견습을 가던 도중 시라토리 일행을 만나게 되고 위협을 당한다. 그 순간 린의 몸에서 푸른 불꽃이 나타나게 되고 양아버지 후지모토 시로가 시라토리를 제압하게 되면서 린이 사탄의 피와 마기(魔氣)를 이어받은 사탄의 자식이라는 놀라운 사실이 밝혀졌는데….

## 등장인물

### 주요 인물
오쿠무라 린(일본어: 奥村 燐)
성우 - 오카모토 노부히코 / 와타나베 아케노(유년기)
사탄의 아들. 항마검에 불꽃을 가두어 놓았기 때문에 평소에는 사탄의 표식인 푸른 불꽃이 보이지 않는다. 자신의 양아버지 후지모토 신부가 사탄으로부터 자신을 지키다 죽자, 사탄을 죽이기 위해 엑소시스트가 되기로 결정한다. 오쿠무라 유키오와는 쌍둥이로, 린이 형이다. 오쿠무라 유키오와는 달리 공부면에서는 열세이나 음식 조리에 있어서는 주특기이다.
오쿠무라 유키오(일본어: 奥村 雪男)
성우 - 후쿠야마 쥰 / 후지무라 아유미(유년기)
사탄의 아들인 오쿠무라 린과 쌍둥이이지만, 불꽃을 이어받지 못했다. 태어날때부터 악마인 형에게 마장을 받아, 철들기 전부터 악마를 보기 시작했다. 7살때 아버지인 후지모토 신부의 권유로 엑소시즘(퇴마학)을 공부하기 시작했으며, 2년 전에 엑소시스트가 됐다. 역대 최연소로 엑소시스트가 된 대 악마약학의 천재. 권총을 쓴다. 정십자 학원의 선생님이기도 하다.
메피스토 펠레스(일본어: メフィスト・フェレス)
성우 - 카미야 히로시
요한 파우스트 2세라는 가명으로 성십자 학원의 이사장을 맡고 있다. 어딘가 수상한 녀석이며 악마이나 엑소시스트에게 협조하고 있다. 자칭 후지모토 시로의 친구라며 오쿠무라 린과 처음 만나게 되었으며 한때 아마이몬이 게헤나로 돌아가지 않겠느냐는 질문에 돌아가지 않는다고 답함에 따라 게헤나와 연관이 있어보이는 듯 하지만 자세히는 불명이나 오쿠무라 린과 같은 사탄의 자식으로 추정되고 있다. 강아지로도 변신하는 능력도 가졌다.
모리야마 시에미(일본어: 杜山 しえみ)
성우 - 하나자와 카나
엑소시스트를 지망하는 여자아이. 어려보이지만 린과 동갑. 좀 순수한 면이 다분하다. 테이머로서의 재능이 있다. 어려서부터 정원손질을 하며 자라서, 약초 등에 대해 많이 안다. 하지만 이름은 정식 명칭과 따로 놀아서 다른 사람은 이해 불능이나 사역마인 니-는 알아듣는다. 원래는 정십자학원 퇴마용품점에서 어머니 오키마와 함께 일했으나 어떤 사건을 계기로 린과 유키오의 도움을 받아 정십자학원에 편입하게 되었다.
스구로 류지(일본어: 勝呂 竜士)
성우 - 나카이 카즈야 / 타카기 레이코(유년기)
반항적이어 보이지만 공부는 잘한다. 명타종의 후계자이며, 푸른 밤 때문에 절이 망해서 사탄을 퇴치하는 것을 목표로 한다. 별명은 도련님.
시마 렌조(일본어: 志摩 廉造)
성우 - 유사 코지
아리아를 희망하는 분홍색 머리의 남학생이며 정십자학원에서 류지와 같은 클래스메이트이다.
미와 코네코마루(일본어: 三輪 小猫丸)
성우 - 카지 유우키
류지 아버지인 명타종 주지의 제자로 정십자학원에서도 류지와 함께 있다.
카미키 이즈모(일본어: 神木 出雲)
성우 - 키타무라 에리
소환술에 재능이 있는 무녀. 처음에는 시에미를 괴롭혔지만 시에미의 도움을 받은 이후론 잘 지내는 듯하다. 스구로와는 관계가 좋지 않아 늘 신경전을 벌이기도 하였다.
키리가쿠레 슈라(일본어: 霧隱 シュラ)
성우 - 사토 리나
정십자 기사단 바티칸 본부 소속의 상 1급 엑소시스트. 린의 행동을 감시하기 위해 정십자학원의 학생으로 잠입하여 평소에는 검은 후드로 얼굴을 가리며 정체를 숨겨왔다가 린과 아마이몬과의 싸움을 통해 본모습을 드러내었다. 후지모토 시로와는 사제(師弟) 관계로 후지모토의 제자이며 유키오와도 지인관계를 맺고 있다. 마검을 사용하는 나이트이며 린에게 훈련을 시키는 교관이자 정십자학원 교원으로 편입하게 된다.

### 그 외 인물
후지모토 시로
성우 - 후지와라 케이지
오쿠무라 린과 유키오 쌍둥이 형제의 양아버지이자 수도원에서 몸담았던 엑소시스트. 세계 최고의 엑소시스트인 '팔라딘' 계급이다. 린이 사탄의 피를 이어받은 자식이라는 것을 알게 되면서 사탄으로부터 린을 지켜내기위해 자신의 목숨을 버리게 된다.
스구로 타츠마
성우 - 이나가키 타카시
스구로 류지의 아버지이자 명타종의 주지승. 류지의 회상 때 잠시 등장하였던 적이 있으며 저주받은 절의 승려라는 이유로 사람들로부터 외면 대상이 되어왔다. 하지만 정작 자신은 이에 별 신경을 쓰지 않는 듯.
시라토리 네이지
성우 - 이토 켄타로
1화에서 패거리들을 이끌며 비둘기를 사냥하여 죽였다가 오쿠무라 린에게 폭행을 당했던 소년. 이에 대한 앙갚음을 풀기위해 린을 위협하기도 하였다가 린에게서 푸른 불꽃이 나오게 되자 게헤나의 악마인 아스타로트에 빙의되어 린을 쫓았다가 후지모토 시로의 도움으로 빙의가 풀렸다. 원작만화에서는 이름이 없는 소년이었으나 애니메이션에서 지어진 이름이다.
오키마
성우 - 카라사와 쥰
모리야마 시에미의 어머니이자 퇴마용품점의 주인. 유키오와는 정십자학원 교원상으로 안면이 있으며 딸인 시에미가 할머니 즉 자신의 어머니가 생전에 가꾸었다는 정원을 지키게 되는 것을 보며 못마땅해 하였지만 사건이 발생한 이후로는 시에미를 그제서야 이해하게 된다.
박 노리코(朴 朔子)
성우 - 타카하시 아오
카미키 이즈모의 친구였으나 구울에게 공격을 받은 후 정십자학원 엑소시스트 후보생을 그만두고 일반계로 편입하여 학원에 다니고 있다.
타카라(寶)
성우 - 요나가 츠바사
정십자학원의 학생이자 오쿠무라 린의 클래스메이트지만 평소 말이 없고 늘 인형을 가지며 복화술을 하는 버릇을 갖고 있다. 단독행동을 할 때가 많으며 신원파악도 불명이라 수수께끼스런 면이 있다. 그러나 애니메이션 23화에 가서는 의미심장한 나레이션으로 상황을 구경하였는데 직접 말을 한 것인지는 아직 불명.
아마이몬(アマイモン)
성우 - 카키하라 테츠야
땅의 왕. 바알 중 한명. 메피스토를 형님이라 부르며 그와 따라다니는 때가 있지만 친형제인지는 불명이며 오쿠무라 린의 항마검을 빼앗은 적도 있었다. 지진을 다루는 능력을 가졌으며 일본에 대해 흥미를 갖고 있다. 10권에서는 린에게 전에 진것때문에 화가나서 주먹으로 린을 갈겨놓기도 핬다.
이고르 네이가우스
성우 - 오키아유 료타로
애니메이션 오리지널 캐릭터이자 정십자 학원의 교원이자 1급 엑소시스트. 한때 사탄에게 홀려서 가족을 잃었던 아픔이 있어 사탄에 대한 증오심을 가지고 있다. 정십자학원 교원 중에서 린이 사탄의 자식이라는 것을 알고 있으며 이사장인 메피스토와도 긴밀한 관계를 맺고있는 듯 하다. 사탄의 사건에 의해 한쪽 눈을 잃어서 안대를 하고 있다.
미셸 네이가우스
성우 - 츠루 히로미
애니메이션 오리지널 캐릭터이자 이고르의 아내. 푸른밤 사건 때 남편인 이고르에게 살해되었지만 다른 사람에 의해 부활했으나 남편이 바티칸에 누명을 쓰고 체포되자 결국 기사단에 의해 사살되었다.
츠바키 카오루
성우 - 오오구로 카즈히로
정십자학원의 교원이자 중1급 엑소시스트로 학원 실기체육 과목을 담당하고 있다. 여자에게 전화가 오면 학생들에게 자습을 시키게 하고 수업을 내팽겨치며 이탈한다는 단점이 있다. 애니메이션 24화에서는 스구로 류지에게 향하는 사탄의 푸른 불꽃을 자신이 몸을 던져 방어하게 되면서 부상을 입기도 하였다.
아서 오귀스트 엔젤
성우 - 오노 다이스케
후지모토 시로의 후임으로 팔라딘이 된 상1급의 엑소시스트. 마검 칼리번을 사용하고 있다.
니-(일본어: ニー)
성우 - 토야마 나오
시에미가 소환한 조그만 사역마. 몸에서 식물 및 나무가지를 자라게 하는 능력을 가졌으며 시에미가 잘 알아듣는 편이기도 하다.
쿠로(일본어: クロ)
성우 - 타카가키 아야히
정십자학원 남쪽 후문에서 문지기 노릇을 하고 있었던 고양이. 특이하게도 2개의 갈라진 꼬리를 가지고 있으며 인간 나이로 100살을 넘긴(정확히 121살) 늙은 고양이이다. 원래는 양잠(養蠶)의 수호신이었지만 기계화로 인해 양잠업이 쇠퇴하고 신전도 철거하게 되자 이에 대한 분개로 인하여 악마로 폭주하게 되었다가 후지모토 시로가 진정시킨 것을 계기로 후지모토의 사역마가 되었던 적이 있었다. 하지만 후지모토가 (사탄에 의해) 죽었다는 사실을 알게 되자 비분함을 이기지 못하여 악마로 폭주하였다가, 린이 진정시키게 된 후 지금은 린과 유키오의 기숙사에서 애완 고양이 및 사역마 노릇을 하고 있다. 특히 린은 같은 악마여서인지 쿠로가 하는 말을 알아듣는다. 후지모토 시로가 만들어준 개다래나무술을 좋아했다.
사탄(일본어: サタン)
일명 게헤나의 신(神)이라 불리며 푸른 불꽃을 통해 마기(魔氣)를 갖고 있는 사실상 오쿠무라 린의 친아버지나 다름없는 존재. 한때 후지모토 시로의 몸에 들어가 빙의를 하여 린을 게헤나로 데려가려 했지만 후지모토 신부가 자신의 목숨을 버리면서 공격하게 되자 실패한다. 후에 애니메이션 23화에서 엘렌스트 프레데릭 에긴에 의해서 오쿠무라 린의 마혈(魔血)을 통해서 게헤나 게이트가 열리게 되면서 다시 등장하여 오쿠무라 유키오를 빙의삼아 폭주를 하였다. 한때 유리 에긴과 사랑을 맺게 되면서 그녀를 통해 오쿠무라 형제를 잉태시키기도 하였다.
유리 에긴
성우 - 하야시바라 메구미
사탄의 아내이자 오쿠무라 형제를 출산한 생모. 하2급 엑소시스트로 본명은 '유리 프리데릭 에긴'이며 애니메이션에서 먼저 공개되었다. 사탄과 사랑을 맺어오게 된 끝에 오쿠무라 형제를 출산하게 되었다가 바로 죽음을 맞이한다.
엘렌스트 프레데릭 에긴
성우 - 미키 토시히코
유리 에긴의 아버지이자 오쿠무라 형제의 할아버지. 사실 1화에서 성직자로 처음 등장하여 사탄에 의해 푸른 불꽃에 휩싸여 빙의되었던 인물이었지만 20화에서 가면을 쓰며 유키오 앞에 모습을 드러내었다. 자신의 딸인 유리가 사탄과 사랑을 맺어서 악마의 자식을 임신하게 되자 마녀사냥으로 몰아가며 딸을 죽이려고도 했었다. 막판에 유키오와 설전을 벌이다가 결국 게헤나 게이트에 빠졌다.
루인 라이트 (라이트닝)
소환영창의식의 달인인 라이트닝이라고 불리며 엔젤과 친밀한 관계를 맺고있다. 4대기사인 아크나이트이고 후지모토 시로가 죽고 팔라딘 후보였다고한다. 며칠동안 씻지않은적이 있고 취미는 악마연구라고 한다. 엑소시스트의 모든 칭호를 획득하였고 테이머 2종도 취득하였다. 항상 앞머리를 내리고 다녀 눈이 잘 보이지 않고, 웃을때는 '에헤헤헤' 또는 '아하하하'하면서 웃는다. 메피스토는 라이트닝이 자기 집에 왔을 때 골치 아픈 손님이라고 부른다.
토도 사부로타
유키오의 갈등을 발단시키는 역할을 한다.일루미너티 소속으로 유키오에게 '넌 악마의 얼굴을 가졌어'라며 정신을 흔들어놓는다. 원래는 엑소시스트였다. 부정왕을 부화시키기도 한다.

## 설정
아샤(Eartha / 物質界)
게헤나(Ghehenna / 虛無界)
정십자 기사단(正十字騎射團)
엑소시스트(Exorcist)

## 악마

### 최상급
사탄(일본어: 魔神)
레벨 : 최상급
악마의 세계인 게헤나의 신이며 주인공인 오쿠무라 린과 오쿠무라 유키오 쌍둥이의 친아버지로 모든 것을 소멸시키는 푸른 불꽃을 가지고 있다.
힘이 너무 강력해서 아샤(物質界)에는 사탄의 빙의에 견딜 수 있는 사탄 자신과 동등한 물질이 일체 존재하지 않기 때문에 한번 사탄에게 얽히거나 빙의된 물체는 금방 망가져 버린다. 이 때문에 아샤를 정복하고 싶어도 사탄은 아샤로 거의 오지 못한다.

### 상급
바알(일본어: 八侯王)
레벨 : 상급
게헤나에서 권력을 잡고 있는 강력한 힘을 지닌 8마리의 악마를 통칭하는 말.
왕이라는 직위에 걸맞게 자연 그 자체를 쥐고 흔들 정도로 강력한 힘을 지녔으며, 각각 자신이 맡고 있는 자연 원소나 생물, 물질에 빙의한 악마들을 전부 다 통솔한다.
1. 불의 왕(炎王) <이블리스>
2. 땅의 왕(地王) <아마이몬>
3. 물의 왕(水王) <에귄>
4. 기의 왕(氣王) <아자젤>
5. 부패의 왕(腐王) <아스타로트>
6. 벌레의 왕(蟲王) <벨제부브>
7. 빛의 왕(光王) <루시퍼>
8. 시간의 왕(時王) <사마엘(메피스토펠레스)>

메피스토펠레스(Mephistopeles)
레벨 : 상급
통칭, <지옥의 책략사>로 불리는 고위 악마
뭘 생각하는 지 알 수 없을 정도로 마이 페이스이며, 사교성있고 사근사근하지만 그 속의 진위를 아무도 모르기 때문에 신사적인 겉모습 뒤에 어떤 음흉하고 시커먼 본체가 있을 지 알 수 없다.
현재는 웬일인지, 고향인 게헤나를 떠나 아샤에 머무르며 사탄에 대항하는 정십자 학원을 설립해 그곳의 이사장을 군림하고 있다. 본인 말로는 아샤의 평화를 획책하기 위한 일이라고는 하지만 진위는 불명
기묘하고 화려하기까지한 마법으로 깜짝깜짝 놀라게 하며, 그 이외에도 악마 소환이나 변신술 등 기타 다양한 능력을 자랑한다.
루시퍼
레벨 : 상급
게헤나에 존재하는 사탄의 자식인 8명의 바알중 서열 1위이며 실질적 게헤나의 권세라는 악마 그리고 아샤에서는 '계명결사 일루미너티'라는 조직을 결성하였다
게헤나의 서열 1위답게도 서열 2위인 메피스토 조차도 이즈모를 납치해가는 루시퍼를 린이 막으려하자 오히려 그를 막아서면서"빛의 왕이 저쪽에 있는 이상 방도가 없다"라고 하고 "많이 약해져 있지만 그는 게헤나의 실세"라며 그의 강함을 어필하였다.
린 조차도 루시퍼를 처음 보자마자 긴장하면서 "뭐...뭐야? 저 녀석은?"이라며 손에 땀을 뻘뻘 흘리기도 하였다.
현재 몸의 상태가 매우 좋지않아 아샤에서는 잠시만 엘릭서란 약물곁에 떨어져도 피를 토하며 쓰러진다. 하지만 그런 상태의 루시퍼인데도 게헤나의 서열2위인(사탄제외) 메피스토가 승산이 없다고 생각할 정도라면....
카미키 이즈모 이용하여 구미호를 통제해 그 힘을 사용하려는 계획을 꾸미고있다.
부정왕(일본어: 不淨王)
레벨 : 상급
부패의 왕 <아스타로트>의 권속, 아스타로트가 거느리고 있는 4마리의 강력한 애완악마(?) 중 하나다.
에도 시대 후반에 열병과 역병을 만연하게 퍼뜨린 공포의 악마로 이 악마로 인해 4만 명이 죽었다고 한다.
후카쿠라는 승려가 토벌했고 그 증거물로 눈을 뽑아냈다. 하지만 후카쿠가 부정왕을 봉인하는 순간 후카쿠를 노려보고 있던 두 눈은 아샤에 남게 되었으며 후카쿠는 그 두 눈을 봉인하고 에도를 지키기 위해 명타종을 설립, 그 명타종은 후카쿠의 의지를 받들어 지금까지 부정왕의 존재를 비밀로 해오며 본당의 지하에 부정왕을 봉인하고 대대로 주지에게만 그 비밀을 전수하고 있었다.
봉인에서 풀려나면 무시무시한 속도로 증식하며, 마치 궁전같은 형태로 변형하기 시작한다.
약점은 포자낭 안에 있는 심장, 하지만 포자낭을 터트리면 엄청난 독기가 퍼진다.
카루라(Kalula / 不死鳥)
레벨 : 상급
불의 왕 <이블리스>의 권속
통칭, 불사조 혹은 주작으로도 불리는 상급 악마
대대로 명타종의 주지가 사역하여, 부정왕을 봉인하는 불꽃을 빌려주고 있다. 단, 사역의 대가는 자신의 존재를 비밀로 부쳐야하는 것. 왜냐하면 카루라는 비밀로 인해 발생하는 의심의 티끌을 먹고 살기 때문이다.
명타종의 본존인 <크리카라>(行魔劍)에 깃들어 있었으나 후지모토 시로가 크리카라를 빼앗아 린의 불꽃을 봉인하고 숨기는데 사용했기 때문에 지금은 없다.
불사조이기 때문에 신체의 일부가 잘리거나 공격당해도 불꽃과 함께 재생된다.

### 중급
게헤나 게이트(ゲヘナゲート / 虚無界の門)
레벨 : 중급 ~ 상급
사탄이 아샤에 나타나면 만들 수 있는 문 형태의 악마로 아샤와 게헤나를 왕래할 수 있다.
이 문을 만드는 매개물로 사탄의 피가 필요하고, 피의 질과 양에 따라 문의 크기나 모양, 능력이 변화한다.
나베리우스
레벨 : 중급
부패의 왕 <아스타로트>의 권속
구울 계통의 악마다.
고대인들이 여러 마리의 구울을 연결해서 대(對)악마 전투를 위하여 인위적으로 만들어낸 악마. 현재는 사람이 사육할 수 없게 된 것이 야생화된 경우가 많다. 지금은 나베리우스를 만들어내는 것이 윤리적으로도 금기시되고 있으며 그 제작 기술도 엄격히 봉인되어 있다.
체액에 강력한 독성이 있으며, 체액을 뒤집어쓰면 어지러움을 느끼거나 화끈함을 느끼고 마치 화상을 입은 것처럼 보이며, 빨리 치료하지 않으면 피부가 괴사하고 만다.
팬텀 트레인(Phantom Train)
레벨 : 중급
시간의 왕 <사마엘>의 권속
식인 열차라고도 불리며, 철도열차에 빙의하는 악마.
인적이 드문 역의 플랫폼에 와서 열차에 올라탄 인간을 가두고 열차 안에서 굶겨 죽인 후 고스트로 만들어 먹는다.
중추인 선두 차량을 파괴하면 사라진다.
게헤나와 아샤를 왕복하는 능력이 있다.
백여우(白狐)
레벨 : 하급 ~ 상급
일본 토착신의 사자인 신사(神使)이며, 짐승에 빙의하여 사람과 공존하는 악마.
백여우는 원래 음식이나 농경의 수호신으로서 일본에서는 대중적인 존재이다.
오래된 것은 머리가 좋고 사람의 말을 이해하며, 사람과 모종의 계약을 맺어서 이익을 가져다주지만 계약이 깨지면 피해를 주기도 한다.
샐러맨더(Salamender)
레벨 : 중급
불의 왕 <이블리스>의 권속.
도마뱀 혹은 용의 모습을 하고 있으며, 전신이 마법으로 이루어진 불에 휩싸여 있다. 그 불이 꺼지면 활동을 정지한다.
캣시(Catsy)
레벨 : 하급 ~ 상급
고양이에 빙의한 악마로 전 세계 곳곳에 존재하며 일본에 사는 캣시는 오래 산 개체의 꼬리가 두 갈래인 것이 특징이다.
신사(神使)와는 다르지만, 오래된 것은 머리가 좋고 사람과 계약을 맺어 공존하기도 하며, 또는 몇 백 년에 걸쳐 인가를 전전하며 약삭빠르게 애완 고양이로 살아가는 패턴도 있다.
페그 랜턴(Fer Lenton)
레벨 : 하급 ~ 중급
불의 왕 <이블리스>의 권속.
사람이 만든 조명 기구에 빙의한 악마.
세계 각국에 다양한 종류가 존재하며 불이 켜지면 활동능력을 얻어 움직이고, 계속 움직이기 위해 주변에 존재하는 살아있는 생물을 잡아먹어 연료로 사용한다. 연료인 생물이 다 떨어지거나 아침이 되면 움직임을 멈춘다. 참고로 연료로는 인간 여자를 좋아한다.
고블린(Goblin)
레벨 : 하급 ~ 중급
땅의 왕 <아마이몬>의 권속.
쥐나 두더지 같은 작은 동물에 빙의하며, 여왕이나 왕을 중심으로 콜로니를 구축하고 있는 경우가 많다.
토지나 지역에 따라 수백 마리에 이르는 종족이 존재하는데, 호브고블린도 고블린의 일종이다.
그린맨(Green Man)
레벨 : 하급 ~ 중급
땅의 왕 <아마이몬>의 권속.
사람이 만든 골렘이라는 흙 인형에 빙의하고, 그 몸에 이끼나 식물이 자란 악마다.
계절에 상관없이 그 몸에 식물이 자라게 하는 능력을 가지고 있다. 일광욕을 매우 좋아하며 매우 얌전하다.
참고로 골렘에 눈이 부착된 상태를 스노우맨이라고 한다.
나가
레벨 : 하급 ~ 중급
땅의 왕 <아마이몬>의 권속.
뱀에 빙의하는 악마.
전 세계에 다양한 종족이 있으며 부정한 존재도 많지만, 일본에서는 비교적 인간에게 유익한 신으로 모시고 있다.
오래 산 나가는 '나가라자'라고 부르며 나가를 통솔한다.

### 하급
고스트(Ghost)
레벨 : 하급)
기의 왕 <아자젤>의 권속.
사람이나 동물 등의 시체에서 나온 휘발된 물질에 빙의한다.
고스트는 그 시체가 생전에 지녔던 감정에 좌우되는 경향이 많다.
쫓는 방법은 구울과 마찬가지로 그 시체의 신앙이나 상황에 따라 다르다. 그러나 고스트가 원하는 것을 이루어주거나 하면 대체적으로 퇴치할 수 있다.
골렘(Golem)
레벨 : 하급
땅의 왕 <아마이몬>의 권속.
사람이 만든 흙인형에 빙의한 악마.
구울(Ghoul)
레벨 : 하급
부패의 왕 <아스타로트>의 권속.
주로 매장 풍습이 있는 나라에 출몰하며, 사람과 동물의 시체에 빙의한다.
고스트와 마찬가지로 각국의 풍습이나 신앙의 차이 등에 따라 쫓는 방법이 다르다.
일본에서는 화장(火장을 주로 하기 때문에 특히 현대에 출몰하는 경우는 드물다. 덧붙여 유명한 "좀비"와는 다른 악마다. 구울 계통의 악마에게 입은 마장을 빨리 치료하지 않으면 괴사하고, 심한 경우 죽을 수도 있다.
데크알프(Deckalf)
레벨 : 하급
땅의 왕 <아마이몬>의 권속.
초목(草木)에 빙의하는 악마다.
본래는 그렇게 사악하지는 않고 수다나 장난을 좋아하는 하급 악마지만 드물게 사람에게 기생해서 흉악해지는 경우가 있다.
리퍼(Reaper)
레벨 : 하급
물의 왕 <에귄>의 권속.
개구리에 빙의하는 악마로 전 세계에 존재하고 있으며 크기는 다양하지만 공통적으로 육식성이다.
유럽에는 날개가 자라 물 위를 날고 초음파를 발하는 것도 있다.
평소에는 얌전하지만, 사람의 눈을 보고 감정을 읽어내는 악마이며 공포, 슬픔, 분노, 의심이란 감정에 흔들려 눈을 돌리거나 하면 바로 덮친다.
바리욘(Variyon)
레벨 : 하급
땅의 왕 <아마이몬>의 권속.
돌이나 바위에 빙의하는 악마로, 기본적으로 전혀 움직이지 않고 의미 없는 소리를 낼뿐이지, 특별히 해를 끼치지는 않지만 깜빡하고 들고 있으면 몸에 달라붙은 듯 점점 무거워진다.
오래되고 강력한 것 중에는 사람의 등에 뛰어 올라타서 무겁게 누르는 것도 있다.
쪼개거나 불로 태우면 없어진다. 작중에서는 학생 처벌용으로도 자주 쓰인다.
우코바크(Ukobakk)
애니메이션 6화에서 나온 오리지널 악마.
인간이 자고 있는 동안 주방에서 멋대로 [요리]를 한다고 한다.
작중에선 요리에 대한 애정 덕분에 오쿠무라 린과 친해졌다.
충치(蟲蚩)
레벨 : 하급
벌레들의 왕 <벨제부브>의 권속.
작은 곤충류에 빙의한 악마로 그 크기가 다양하다.
집단으로 동물에 들러붙어서 피를 빨거나 시체의 살을 먹는다.
암컷 충치가 사람의 몸에 알을 낳아 부화해서 신경에 기생하면 그 사람을 조종할 수 있다.
콜타르(Koltarr)
레벨 : 최하급
부패의 왕 <아스타로트>의 권속.
세균류에 빙의하는 망량이다.
어둡고 음침하며 비위생적인 장소, 사람, 물건 등에 모여든다.
전체 악마 중에 최하급 악마이지만 가장 수가 많다.

## TV 애니메이션
2011년 4월부터 MBS·TBS 계열의 방송사를 통해 방영되고 있다. 대한민국에서는 애니플러스가 일본어 음성에 한국어 자막을 덧씌운 채로 제공하고 있다.
원래는 4월 10일에 첫방영을 시작할 예정이었지만 2011년 도호쿠 지방 태평양 해역 지진의 영향으로 한 주 연기되어 4월 17일에 제1화를 방영하였다.

### 제작진
- 원작 - 카토 카즈에(집영사 《점프 스퀘어》 연재중）
- 감독 - 오카무라 텐사이
- 기획 - 타케다 아오시게, 카츠마타 히데오, 콘도 히로시, 후토노 나오히로, 히가시야마 아츠시
- 시리즈 구성 - 야마구치 류타
- 캐릭터 디자인·총 작화감독 - 사사키 케이고
- 서브 캐릭터 디자인 - 오다시마 히토미
- 디자인 협력 - 시바야마 토모타카
- 메인 애니메이터 - 치바 타카히로
- 미술 설정 - 스에타케 야스미츠
- 미술감독 - 카이 마사토시
- 색채 설계 - 아베 나기사
- 촬영감독 - 오카 마사하루
- CG 감독 - 운도 류타
- 편집 - 고토 마사히로
- 음악 - 사와노 히로유키
- 음악 프로듀서 - 토노무라 케이이치
- 음향감독 - 와카바야시 카즈히로
- 실행 프로듀서 - 오치 타케시, 이바라키 마사히코, 우에다 마스오, 오치코시 토모노리
- 프로듀서 - 마루야마 히로, 이노우에 타카미츠, 아다치 사토시, 카네니와 코즈에, 후루카와 신
- 애니메이션 프로듀서 - 하야시 켄이치
- 애니메이션 제작 - A-1 Pictures
- 제작 - 《청의 엑소시스트》 제작위원회(애니플렉스, 집영사, 무빅, 덴츠), 마이니치 방송

### 주제가
- 오프닝 테마

〈CORE PRIDE〉(2화 ~ 12화)
작사 - TAKUYA∞ / 작곡 - 아키라, TAKUYA∞ / 편곡 - UVERworld, 히라이데 사토루
노래 - UVERworld
〈IN MY WORLD〉(13화 ~ 25화)
작사 - / 작곡 - / 편곡 -
노래 - ROOKiEZ is PUNK'D
- 엔딩 테마

〈Take off〉(2화 ~ 12화)
작사 - Kenn Kato, KOMU / 작곡 - J.Y.Park "The Asiansoul", 슈퍼창따이, Akihito Tanaka / 편곡 - Super Changddai
노래 - 2PM
〈Wired Life〉(13화 ~ 25화)
작사 - / 작곡 - / 편곡 -
노래 - 쿠로키 메이사

### 방영 목록
| 화수                | 부제 (원제/풀이)                                 | 각본            | 그림 콘티           | 연출                | 작화감독                    |
| ------------------- | ------------------------------------------------ | --------------- | ------------------- | ------------------- | --------------------------- |
| 제1화               | 悪魔は人の心に棲む (악마는 사람의 마음에 깃든다) | 야마구치 류타   | 오카무라 텐사이     | 오카무라 텐사이     | 사사키 케이고 치바 타카히로 |
| 제2화               | 虚無界の門（ゲヘナゲート） (게헤나 게이트)       | 야마구치 류타   | 오카무라 텐사이     | 마츠바야시 유이토   | 오기소 신고 치바 타카히로   |
| 제3화               | 兄と弟 (형과 동생)                               | 타카하시 나츠코 | 코우 유우           | 미야하라 슈지       | 시미즈 유스케               |
| 제4화               | 天空（アマハラ）の庭 (천공의 정원)               | 오오니시 신스케 | 사카타 준이치       | 사카타 준이치       | 니가키 카즈나리             |
| 제5화               | 祟り寺の子 (저주받은 절의 아이)                  | 야마구치 류타   | 쿠로야나기 토시마사 | 쿠로야나기 토시마사 | 타카기 하루미               |
| 제6화               | まぼろしの料理人 (환상의 요리사)                 | 야마구치 류타   | 오카무라 텐사이     | 사카구치 류타로     | 이토 히데키                 |
| 제7화               | 友千鳥 (물떼새)                                  | 타카하시 나츠코 | 카마쿠라 유미       | 에노모토 마모루     | 콘도 케이치                 |
| 제8화               | 此に病める者あり (여기 병자가 있으니)            | 오오니시 신스케 | 야마모토 야스타카   | 야마모토 야스타카   | 이시카와 히토시             |
| 제9화               | おもひで (추억)                                  | 오오니시 신스케 | 후지와라 요시유키   | 후지와라 요시유키   | 에바타 료마                 |
| 제10화              | 黒猫（ケットシー） (검은 고양이)                 | 타카하시 이쿠코 | 사카타 준이치       | 사카타 준이치       | 사코 유키에                 |
| 제11화              | 深海の悪魔 (심해의 악마)                         | 오오니시 신스케 | 上井草都成          | 카와즈라 신야       | 나카노 케이야               |
| 제12화              | 鬼事 (숨바꼭질)                                  | 타카하시 이쿠코 | 미츠바야시 유이토   | 미츠바야시 유이토   | 타카기 하루미 오기소 신고   |
| 제13화              | 証明 (증명)                                      | 야마구치 류타   | 타카하시 아츠시     | 에노모토 마모루     | 시미즈 유스케               |
| 제14화              | 愉しいキャンプ (즐거운 캠프)                     |                 |                     |                     |                             |
| 제15화              | やさしい事 (다정함)                              |                 |                     |                     |                             |
| 제16화              | 賭 (내기)                                        |                 |                     |                     |                             |
| 제17화              | 誘惑 (유혹)                                      |                 |                     |                     |                             |
| 제18화              | 颶風（グフウ） (폭풍)                            |                 |                     |                     |                             |
| 제19화              | なんでもない日 (평범한 날)                       |                 |                     |                     |                             |
| 제20화              | 假面（カメン） (가면)                            |                 |                     |                     |                             |
| 제21화              | 秘密の花園 (비밀의 화원)                         |                 |                     |                     |                             |
| 제22화              | 惡魔狩り (악마 사냥)                             |                 |                     |                     |                             |
| 제23화              | 真実 (진실)                                      |                 |                     |                     |                             |
| 제24화              | 魔神（サタン）の落胤（こ） (사탄의 자식)         |                 |                     |                     |                             |
| 제25화              | 時よ止まれ (시간아 멈추어라)                     |                 |                     |                     |                             |
| 특별 번외편(미방송) | クロの家出 (쿠로의 가출)                         |                 |                     |                     |                             |